# Криокамера
Криокамера — сосуд (камера) или помещение, предназначенное для создания экстремально низких температур (обычно от минус 50 до минус 170 °C).
Температура в камере переносится достаточно комфортно, в связи с низкой теплопроводностью газа (охлаждающий эффект в камере создается посредством подачи сухого воздуха, смешанного с парами жидкого азота).
Процедуры в криокамере обладают рядом полезных свойств, таких как общеукрепляющее воздействие на организм человека, косметическое и иммуностимулирующее. Криокамера способствует нормализации кровообращения (расширяются все сосуды), терморегуляции и выбросу эндорфина.
Криокамеры пользуются популярностью у профессиональных спортсменов. Увеличение тренировочных процессов, подготовка спортсменов осложняется  тенденцией к росту хронических и острых спортивных травм. До последнего времени в спортивной медицине применялись в основном процедуры с использованием примочек со льдом. С помощью криокамеры спортсмены поддерживают свою спортивную форму; излечивают различные травмы (боли и воспаления); подготавливают и оптимизируют функциональное состояние прямо перед началом соревнований.
Среднее время пребывания профессионального спортсмена в криокамере при средней температуре минус 120°C составляет 3 мин (мужчины), 2 минуты (женщины). Сначала спортсмен заходит в комнату, где примерно минус 50-60°C, чтобы подготовить организм и через несколько секунд переходит во вторую уже с минимальным порогом температуры, где и остается до конца процедуры.
Косметологические и лечебные результаты даже от первых 2-3 процедур ощущаются сразу — разглаживание кожи, прекращение болей в опорно-двигательном аппарате, здоровый сон, подъем настроения и т.д.